# 투르팔 비술타노우
투르팔 알리 비술타노우(덴마크어: Turpal Ali Bisultanov, 2001년 10월 14일~) 또는 투르팔알리 알비예비치 비술타노프(러시아어: Турпа́л-Али́ Альвиевич Бисулта́нов)는 덴마크의 레슬링 선수이다. 2024년 하계 올림픽 그레코로만형 남자 미들급에서 동메달을 획득했으며, 세계 선수권 대회에서 은메달 1개, 유럽 선수권 대회에서 금메달 1개를 획득했다.

## 개인사
그는 러시아 체첸 공화국에서 태어났으며 제2차 체첸 전쟁으로 인해 가족과 함께 덴마크로 이민을 갔다. 형인 라이베크 비술타노우도 레슬링 선수로 활동하고 있다.